# Гуфаилов, Николай Ильич
Николай Ильич Гуфаилов (19 декабря 1924, Никульское, Ивановская Промышленная область — 19 июля 1973, Ярославль) — командир отделения взвода пешей разведки 454-го стрелкового полка, сержант — на момент представления к награждению орденом Славы 1-й степени.

## Биография
Родился 19 декабря 1924 года в селе Никульское Переславского района Ярославской области. Окончил 5 классов. Работал молотобойцем в кузнице села Никольское. Затем уехал на заработки в Архангельскую область.
В 1942 году был призван в Красную Армию. Окончил школу снайперов. На фронте с августа 1943 года. Сражался на Воронежском, 1-м и 4-м Украинских фронтах. Весь боевой путь прошёл в составе взвода пешей разведки 454-го стрелкового полка 100-й стрелковой дивизии. Был несколько раз ранен, но всегда возвращался в строй, в свою часть.
30 декабря 1943 года в бою у деревни Бухны красноармеец Гуфаилов с группой бойцов во взаимодействии с партизанами напал на вражеский обоз. Он первым заметил обоз, вышел в тыл и открыл пулемётный огонь, вызвав панику у врага. Разведчики захватили 15 повозок с военным имуществом и продовольствием, пленили 7 солдат.
Приказом по частям 100-й стрелковой дивизии от 23 февраля 1944 года красноармеец Гуфаилов Николай Ильич награждён орденом Славы 3-й степени.
В наступательных боях на Украине в марте 1944 года уже сержант Гуфаилов вновь отличился. 24 марта в бою в районе деревни Новая Ушица он первым поднялся в атаку, увлекая за собой бойцов. 29 марта у деревни Рачица первым вступил в бой с вражеской группой, оставленной для подрыва мостов через реку. В этом бою заменил выбывшего из строя командира взвода и обеспечил выполнение боевой задачи. Был представлен к награждению орденом Красного Знамени, награждён орденом Красной Звезды.
19 июля 1944 года в бою у села Вороняки сержант Гуфаилов вместе с другими разведчиками вывел из строя 2 вражеских танка, участвовал в пленении 3 солдат и 2 офицеров противника. 26 июля в районе города Львов лично истребил свыше 10 вражеских десантников.
Приказом от 29 августа 1944 года сержант Гуфаилов Николай Ильич награждён орденом Славы 2-й степени.
4-5 мая 1945 года в боях у населённого пункта Миколаице сержант Гуфаилов с отделением пленил 40 солдат и офицеров противника, захватил 3 грузовика, пушку и уничтожил 7 противников. К этому времени на счету разведчика Гуфаилова было 18 «языков», захваченных лично, и более 45 убитых солдат и офицеров противника.
Войну закончил в Чехословакии. Член ВКП/КПСС с 1945 года. В 1945 году был демобилизован. Вернулся на родину.
Указом Президиума Верховного Совета СССР от 15 мая 1946 года за исключительное мужество, отвагу и бесстрашие, проявленные на заключительном этапе Великой Отечественной войны в боях с вражескими захватчиками сержант Гуфаилов Николай Ильич награждён орденом Славы 1-й степени.
Жил в городе Ярославль. Работал на кирпичном заводе начальником карьера, мастером. Скончался 19 июля 1973 года. Похоронен в городе Ярославле, на Западном гражданском кладбище.

## Награды
Награждён орденами Отечественной войны 2-й степени, Красной Звезды, Славы 3-х степеней, медалями.